# Emile Victor Rieu
Emile Victor Rieu, conocido también como E. V. Rieu, CBE (10 de febrero de 1887 - 11 de mayo de 1972) fue un clasicista, editor, poeta y traductor del Reino Unido. Fue quien comenzó la serie Penguin Classics, en 1946, y la editó durante veinte años.

## Biografía
Rieu nació en Londres. Fue el hijo menor del orientalista suizo Charles Pierre Henri Rieu (1820-1902) y su esposa, Agnes, hija de Julius Heinrich Hisgen, de Hamburgo. Fue un académico de la St Paul's School y del Balliol College, en Oxford, donde obtuvo un Honour Moderations en Estudios clásicos en 1908. En 1914 se casó con Nelly Lewis, hija de un hombre de negocios de Pembrokeshire. Tuvieron dos hijos (uno de ellos es Dominic Christopher Henry Rieu) y dos hijas. Rieu falleció en su ciudad natal en 1972.
La Universidad de Leeds le entregó un doctorado honoris causa en Letras en 1949, y fue nombrado comendador de la Orden del Imperio Británico en 1953. En 1951 fue elegido presidente de la Virgil Society y siete años después, vicepresidente de la Royal Society of Literature.

## Como traductor y editor
Habiendo trabajado para la sucursal en Bombay de Oxford University Press, Rieu comenzó a trabajar para la editorial Methuen en Londres en 1923. De 1933 a 1936 fue director, y luego, asesor académico y literario.
Rieu se hizo conocido por sus traducciones de Homero y por una traducción moderna de los cuatro Evangelios, con la que pasó de ser editor a ser traductor de un proyecto fallido de traducción bíblica de Penguin. A pesar de haber sido agnóstico la mayor parte de su vida, su experiencia de traducción lo hizo cambiar de postura y se unió a la Iglesia de Inglaterra. Su traducción de la Odisea de 1946 fue la primera publicación de Penguin Classics, una serie que comenzó junto a Allen Lane, y que editó de 1944 a 1964. Según su hijo: «Su visión fue hacer accesible para el lector común, en un correcto inglés moderno, los grandes clásicos de cada idioma».
La inspiración para la serie Penguin Classics, al principio débil, provino de la Segunda Guerra Mundial, durante los bombardeos. Cada noche después de cenar, Rieu se sentaba con su esposa e hijas y les traducía pasajes de la Odisea. Los editores de Penguin, al comienzo, dudaban sobre el futuro comercial del libro (1946), pero finalmente, fue reconocido como un clásico, por la prosa suave y original, y tuvo su éxito.

## Poesía
Rieu escribió también un libro de poesía para niños, titulado Cuckoo Calling: a book of verse for youthful people (1933), que luego expandió y tituló The Flattered Flying Fish and Other Poems (1962). Una selección de su obra poética apareció en A Puffin Quartet of Poets (1958). Para Rieu, sus poemas eran una actividad secundaria, y se dirigían principalmente a los niños.